# 9220 Yoshidayama
9220 Yoshidayama este un asteroid din centura principală, descoperit pe 15 decembrie 1995, de Takao Kobayashi.